# Michael Rieper

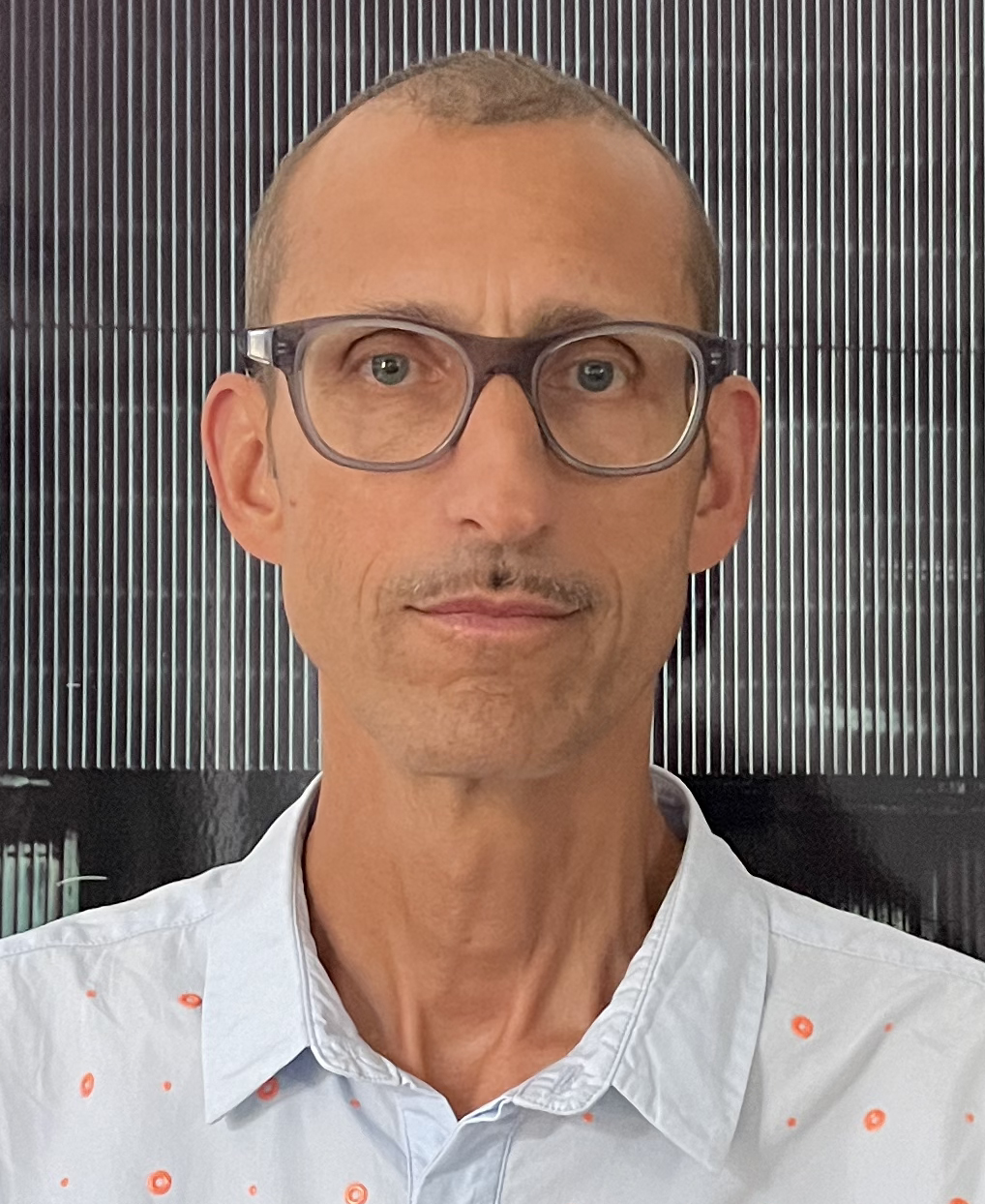
Michael Rieper (2024)

Michael Rieper (* 1965 in Brixen, Südtirol) ist ein österreichischer Architekt, Grafikdesigner und Dokumentarfilmer, lebt und arbeitet in Wien.

## Werdegang
Die meist von ihm im Team entstandenen Projekte und theoretischen sowie praktischen räumlichen Experimente im Spannungsfeld von Privatheit und Öffentlichkeit umfassen einerseits die Arbeit mit Kollegen (Reinhard Braun, Peter Fattinger, Siegfried Frank, Irina Koerdt, Veronika Orso, Heidi Pretterhofer, Christine Schmauszer) bzw. Studierenden an der Technischen Universität Wien und andererseits Projekte, die im Rahmen des Engagements im Umfeld des Kollektiv von MVD Austria (Eugen Danzinger, Martin Heigl, Georg Skerbisch – Verein zur Förderung von Architektur, Kunst, Musik und Film), dessen Gründungsmitglied er ist, entstanden sind. Seit 2023 haben Heidi Pretterhofer und Michael Rieper die Professur für Baukultur an der Kunstuniversität Linz inne.

## Installationen im öffentlichen Raum

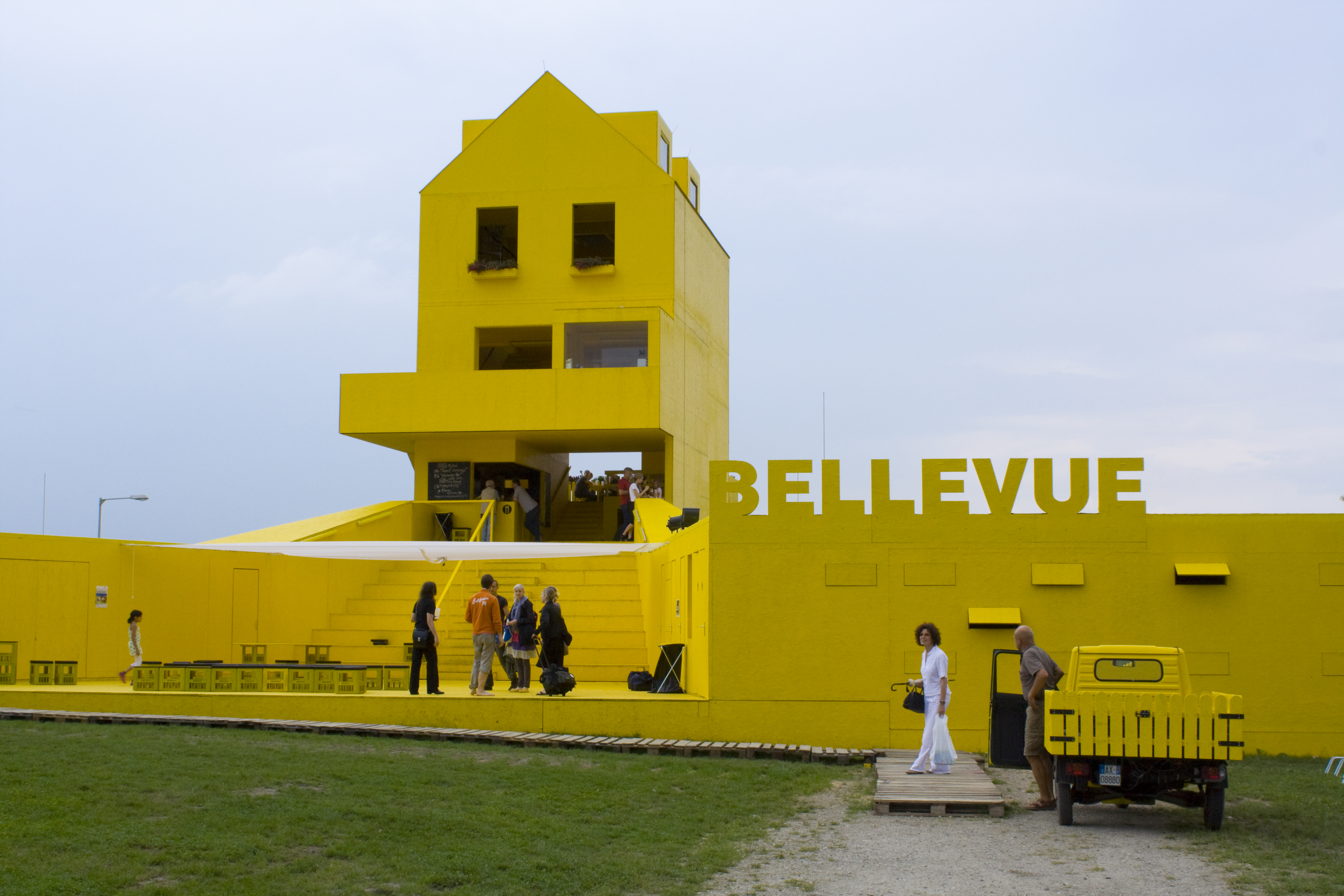
BELLEVUE. Das gelbe Haus (Linz09)

- 2003: Graz; Surface. Politics of Identity[3]
- 2005: Wien; add-on. 20 Höhenmeter[4]
- 2009: Linz; BELLEVUE. Das gelbe Haus[5]
- 2018: Was haben diese Plätze schon gesehen[6]
- 2021–2023: Graz; Club Hybrid. Ein Demonstrativbau in Graz[7]

## Ausstellungen
2008: Wien, Sofia, Belgrade, Graz; Wohnmodelle. Experiment und Alltag

## Publikationen
- Oliver Elser, Michael Rieper (Hrsg.): Wohnmodelle. Experiment und Alltag. Wien 2008, ISBN 978-3-86895-133-2.
- Peter Fattinger, Veronika Orso, Michael Rieper (Hrsg.): BELLEVUE. Das gelbe Haus. Wien 2010, ISBN 978-3-86895-132-5.
- Peter Fattinger, Veronika Orso, Michael Rieper (Hrsg.): add on. 20 Höhenmeter. Wien 2008, ISBN 978-3-85256-472-2.
- Heidi Pretterhofer, Michael Rieper (Hrsg.): Club Hybrid. Ein Sommer in der Nebelzone. Wien 2022, ISBN 978-3-86859-768-4

## Filme
- 2013: How to Live in Vienna;[9] Angelika Fitz, Michael Rieper
- 2017: Leben in der Sargfabrik;[10] Alexander Dworschak, Michael Rieper, Christine Schmauszer
- 2019: Der Stoff, aus dem Träume sind;[11] 1975–2015 Wohnprojekte in Österreich; Michael Rieper, Lotte Schreiber

## Auszeichnungen
- 2017: Curry Stone Award, social design circle honorees[12]
- 2024: Hans-Hollein-Kunstpreis für Architektur,[13][14] gemeinsam mit Heidi Pretterhofer